# Kijk- en luistergeld

Financiering publieke omroep in Europa
Uitsluitend kijkgeld
Kijkgeld en reclame-inkomsten
Kijkgeld, reclame-inkomsten en subsidies
Reclame-inkomsten en subsidies
Uitsluitend subsidies
Geen gegevens
- Geen kijkgeld maar een specifieke belasting
Toeslag op elektriciteitsrekening, reclame en andere belastingen
Toeslag op elektriciteitsrekening en reclame
Specifieke belasting (zelfs indien geen TV), overheidssubsidies en reclame
Specifieke belasting (zelfs indien geen TV) en reclame
Specifieke belasting (zelfs indien geen TV)

Het kijk- en luistergeld was geheven belasting op het bezit van radio- en televisietoestellen. Een andere naam voor deze belasting is omroepbijdrage. Uit de opbrengst van deze heffing werden de programma's van de publieke omroep gefinancierd. In Nederland is deze heffing niet meer apart zichtbaar, doordat deze kijkgelden nu indirect via de algemene belastingen geheven wordt en via subsidies betaald worden aan de omroepen. 
Van reclame-inkomsten  wordt minder gebruik gemaakt dan bij de commerciële omroepen.  Hier worden programma's en films onderbroken voor reclame. Een uitzending van een commerciële omroep die door de kabelprovider opgenomen is kan hier vaak niet worden doorgespoeld, zodat de abonnee gedwongen is naar de reclame te kijken.   

## België
Deze belasting is toegewezen aan de gewesten, waar zij eerder aan de gemeenschappen werd toegewezen. De gemeenschappen ontvangen voortaan een dotatie ter compensatie voor kijk- en luistergeld.
Het Vlaams Gewest heeft de aanslagvoet op nul gezet. Daardoor hoeft men in Vlaanderen geen kijk- en luistergeld meer te betalen. Dit gebeurde in 2001 onder impuls van de sp.a-politicus Steve Stevaert, die een eerder Agalev-voorstel overnam. Met wat vertraging werd ook in de 19 gemeenten van het Brussels Hoofdstedelijk Gewest deze aanslagvoet op nul gezet. 
Vanaf 2018 zou de belasting ook in Wallonië tot 0% worden gebracht, onder impuls van de nieuwe Waalse regering met MR en CDH. De belasting bedroeg er in 2014 € 100 per jaar, onafhankelijk van het aantal televisietoestellen.
Het is evenwel verboden voor de gewesten om het kijk- en luistergeld helemaal af te schaffen. Ze zijn enkel bevoegd om de aanslagvoet, de heffingsgrondslag en de vrijstellingen ervan te wijzigen.

## Nederland

### Invoering van het luistergeld
In Nederland begonnen de omroeporganisaties AVRO, KRO, NCRV, VARA en VPRO in de jaren twintig met hun radio-uitzendingen. Deze uitzendingen werden gefinancierd uit de contributies die de leden van deze verenigingen betaalden. In het wetsvoorstel tot wijziging van de Telegraaf- en Telefoonwet 1904, dat de regering in 1927 bij de Tweede Kamer indiende, was voorzien in de invoering van luistergeld. Een meerderheid van de Tweede Kamer was echter tegen en een amendement om het luistergeld uit het wetsontwerp te schrappen werd aangenomen. Ook de omroeporganisaties waren tegen de invoering van het luistergeld omdat zij vreesden hun onafhankelijkheid te verliezen.
Aan het eind van de jaren dertig laaide de discussie over het luistergeld weer op. In april 1940 diende minister van Binnenlandse Zaken Van Boeijen een wetsontwerp bij de Tweede Kamer in. De vier grote omroepverenigingen zouden het luistergeld onder hun eigen leden gaan innen. Nozema zou het luistergeld gaan innen van de VPRO-leden en degenen die geen lid waren van een omroepvereniging. Het luistergeld zou vijf gulden per jaar bedragen voor degenen die via "hun" omroepvereniging betaalden en zes gulden per jaar voor degenen die via Nozema betaalden. Door de Duitse inval op 10 mei 1940 is dit wetsontwerp echter nooit in behandeling genomen. Op 19 december 1940 kondigde rijkscommissaris Seyss-Inquart een verordening af die het luistergeld alsnog invoerde. De heffing ging echter via de PTT verlopen. Deze organisatie voerde een systeem in met zogenoemde luistervergunningen die men bij ieder toestel diende te bewaren.
Na de oorlog handhaafde de regering het luistergeld. De bevoegdheid om het luistergeld te heffen werd vastgelegd in het Tijdelijk Telegraaf-, Telefoon- en Radiobesluit.

### Invoering van het kijkgeld
Nadat Philips in 1948 was begonnen met experimentele televisie-uitzendingen in de regio Eindhoven, startte op 2 oktober 1951 het landelijk televisie-experiment. Tijdens deze experimentele periode hoefden de kijkers geen kijkgeld te betalen. In 1956 werd televisie definitief ingevoerd. Vanaf dat moment besloot de regering dat bezitters van een televisietoestel kijkgeld moesten gaan betalen. Dit werd geregeld in de Wet op het Kijkgeld.

### Wet op de Omroepbijdragen van 1969
Tot 1969 vormden het kijkgeld en het luistergeld twee afzonderlijke heffingen. Op 1 januari van dat jaar trad de Wet op de Omroepbijdragen in werking. Deze wet verving de Wet op het Kijkgeld en de bepaling over het luistergeld in het Tijdelijk Telegraaf-, Telefoon- en Radiobesluit. De officiële naam van het kijk- en luistergeld werd nu omroepbijdrage. De wijzigingen die deze wet bracht waren:
- Er komt een gecombineerde heffing voor radio en televisie. Omroepbijdrage A is het tarief dat de bezitters van een televisietoestel moeten betalen. Omroepbijdrage B is het tarief dat degenen die alleen radio hebben moeten betalen.
- Binnen één huishouden hoeft niet meer per toestel betaald te worden.

### Mediawet van 1988
De totale omroepwetgeving werd herzien in 1988. Sindsdien wordt de omroepbijdrage geregeld in de Mediawet. De belangrijkste inhoudelijke wijziging was dat provinciale staten een opslag van maximaal 10 gulden boven op de omroepbijdrage konden opleggen ten behoeve van de regionale omroep in de betreffende provincie. In 1996 werd een soortgelijke bepaling ingevoerd voor de lokale omroep. De gemeenteraad kon een opslag van maximaal één gulden opleggen voor de lokale omroep in die gemeente.
Na de oorlog bleef de PTT belast met de inning van de omroepbijdrage. Toen de PTT op 1 januari 1989 verzelfstandigd werd tot Koninklijke PTT Nederland NV (KPN) bleef zij die taak uitoefenen. Op 1 juli 1997 werd de Dienst Omroepbijdragen omgevormd tot een zelfstandig bestuursorgaan en maakte dus geen deel meer uit van KPN.

### Afschaffing van de omroepbijdrage
Tijdens de formatie-onderhandelingen voor het tweede paarse kabinet spraken PvdA, VVD en D66 af dat er een onderzoek zou komen naar de afschaffing van de omroepbijdrage. De programma's van de publieke omroepen zouden voortaan betaald moeten worden uit de belastingopbrengsten. Met ingang van 1 januari 2000 werd de omroepbijdrage inderdaad afgeschaft en worden de programma's van de publieke omroep uit belastingopbrengsten betaald. Ter compensatie van deze afschaffing werd het tarief van de eerste schijf van de inkomstenbelasting verhoogd met 1,1 procentpunt.
Op het laatst (in 1999) haalde de Dienst Omroepbijdragen ruim 190 gulden per huishouden per jaar op als kijk- en luistergeld. Deze dienst inde in 1998 1,4 miljard gulden bij ruim 6 miljoen huishoudens (informatie van de NPO). Ter vergelijking: in 2018 is het jaarbudget van de publieke omroep bijna 850 miljoen euro, omgerekend 1870 miljoen gulden.

## Duitsland
In Duitsland wordt de publieke omroep gefinancierd met de zogenoemde Rundfunkbeitrag. Elk huishouden in Duitsland is verplicht om een vast bedrag per maand te betalen. Dit bedrag ligt in 2017 op € 17,50 per maand. Het aantal televisie- en radiotoestellen heeft geen invloed op het te betalen bedrag; dat is voor ieder huishouden gelijk, ook als er geen ontvangsttoestel aanwezig is.
Het huidige systeem is ingevoerd op 1 januari 2013. Tot 1 januari 2013 moesten Duitsers voor elk ontvangstapparaat apart kijk- en luistergeld betalen. De Gebühreneinzugszentrale der öffentlich-rechtlichen Rundfunkanstalten (GEZ) controleerde bij mensen thuis en keek door ramen om zwartkijkers op te sporen. Deze dienst werd mede door hun strenge manier van aanmanen door veel Duitse zwartkijkers gevreesd.

## Zwartkijken
Een zwartkijker is iemand die wel een ontvanger bezit, maar daarvoor geen kijk- en luistergeld heeft betaald. In Nederland komt dit niet meer voor sinds het kijk- en luistergeld via de algemene belasting gegeven worden,  maar vroeger kwam dit op grote schaal voor en werd hier vrij streng op gecontroleerd. 
Op 1 april 1971 meldde het NOS-Journaal bijvoorbeeld als grap dat postbodes zouden worden uitgerust met apparaatjes waarmee zwartkijkers konden worden opgespoord, waartegen men zich zou kunnen beschermen door het tv-toestel te omwikkelen met aluminiumfolie. Als gevolg daarvan steeg plotseling de verkoop van aluminiumfolie terwijl het achterstallig kijkgeld binnenstroomde.
De term zwartkijker wordt ook gebruikt voor iemand die erg pessimistisch overkomt op anderen. Zwartkijker wordt dan vaak denigrerend of schertsend gebruikt.